# Melanargia fumosa
Melanargia fumosa är en fjärilsart som beskrevs av Ramon Agenjo Cecilia 1934. Melanargia fumosa ingår i släktet Melanargia och familjen praktfjärilar. Inga underarter finns listade i Catalogue of Life.